# Джон Гантсман
Джон Гантсман (англ. Jon Meade Huntsman; нар. 26 березня 1960) — американський політик, підприємець і дипломат. Надзвичайний і Повноважний Посол США в Росії (2017—2019).

## Біографія
Народився в Пало-Альто, проте пішов до школи в Солт Лейк Сіті. Він покинув школу напередодні самого закінчення заради виступів у рок-гурті Wizard (де він був клавішником). Пізніше він навчався в Університеті Юти і Пенсильванському університеті.
По тому як Джон Гантсман прожив рік у Тайбею, Джон Гантсман працював у адміністраціях республіканських Президентів США Рейґана і Буша (старшого). Він став послом США в Сингапурі коли йому було лише 32 роки, ставши, таким чином, наймолодшим послом США за 100 років. Коли Білл Клінтон був Президентом США, Гантсман співкерував належною його родині хімічною компанією Huntsman Corporation з оборотом у мільярди доларів США. Він працював послом США в Індонезії і торговим представником США при Президенті США Буші (молодшому).
У 2004 році Гантсмана було обрано губернатором Юти. На цій посаді він відзначився зниженням податків. Більшість виборців Юти під час його губернаторства позитивно оцінювала його діяльність. Його було переобрано у 2008, проте він пішов у відставку аби посісти посаду посла США у КНР при Президенті США Бараку Обамі. Гантсман працював на цій посаді з 2009 до 2011 року. Будучи послом він був присутнім на одному з громадянських протестів в Пекіні, через що його ім'я на деякий час було заблоковане в пошуку китайськомовного Ґуґлу.
Гантсман є кандидатом на посаду Президента США на республіканських праймериз 2012 року. Він є чи не найпоміркованішим поміж кандидатів. На праймеріз у Нью-Гемпширі 11 січня 2012 року середній рівень освіти виборців Гантсмана був найвищим.
Гантсман є Мормоном їздив з мормонською місією до Азії, проте вивчав інші релігії. Ганстман також має найвище звання в ієрархії американських скаутів, яке він отримав у 15-річному віці. Гантсман має сімох дітей. Двоє з них є всиновленими.
У липні 2017 року Президент США Дональд Трамп висунув екс-губернатора штату Юта Джона Гантсмана на пост посла США в Росії.